# 혼다 FC
혼다 FC(일본어: 本田技研工業フットボールクラブ)는 일본 혼다자동차가 운영하는 일본 풋볼 리그 소속 축구팀으로 1971년에 창단되었으며 혼다 기업의 창업지인 시즈오카현 하마마쓰시를 연고지로 하며 주빌로 이와타와 같은 연고지 라이벌이자 일본 풋볼 리그 최강팀으로 손꼽힌다.

## 역사
1971년 창단된 이후 지역 리그에서만 4회 연속 정상에 오른 뒤 일본 사커 리그로 편입된 이후에도 2차례 우승을 차지했고 과거 JSL컵에서도 1991년에 준우승을 차지한 뒤 천황배에서도 4강에만 3차례(1986년, 1990년, 1991년) 오르면서 일본 실업 축구 강팀으로 거듭나기 시작했다.
물론 이후의 컵대회에서는 이렇다할 성과는 없었지만 재팬 풋볼 리그로 편입된 이후에도 디비전 1과 2를 통틀어 2번의 우승을 차지했고 1999년 일본 풋볼 리그가 시작된 뒤로는 10번의 우승과 5번의 준우승을 차지하며 현재까지도 일본 풋볼 리그 최강팀의 이미지를 굳히고 있다.
그리고 2000년대 이후 천황배에는 8강에 3차례(2007년, 2019년, 2020년) 올랐는데 특히 2007년에는 도쿄 베르디, 가시와 레이솔, 나고야 그램퍼스 등 J리그의 강호들을 차례대로 꺾었고 12년 뒤인 2019년에는 J리그컵 준우승팀인 콘사돌레 삿포로와 천황배 디펜딩 챔피언 우라와 레즈 등의 강팀들을 각각 2라운드와 16강전에서 꺾는 쾌거를 이뤄냈다.

## 선수 명단

### 현역
참고: FIFA 자격 규정에 따라 소속된 국가대표팀 국기를 표시합니다. 선수는 복수의 FIFA 비회원국 국적을 가지고 있을 수 있습니다.
| 번호 | 포지션 | 국적 | 이름          |
| ---- | ------ | ---- | ------------- |
| 15   | DF     |      | 기시다 유스케 |

| 번호 | 포지션 | 국적 | 이름 |
| ---- | ------ | ---- | ---- |

## 역대 감독
| 감독              | 임기        |
| ----------------- | ----------- |
| 구와하라 가쓰요시 | 1973 ~ 1982 |
| 안마 다카요시     | 2002 ~ 2004 |